# Thorvald Eriksson
Thorvald Eriksson (ancien islandais : Þorvaldr Eiríksson) est le fils d'Erik le Rouge et le frère de Leif Erikson. Dans les sagas, il prend part à l'exploration qui conduit les Vikings à découvrir le Vinland aux côtés de Leif, l'instigateur de cette exploration, et meurt au côté de celui-ci, tué par des autochtones.

## Histoire

### Découverte du Nouveau Monde
Vers l'an 1000, Thorvald participe à l'exploration qui permet aux Vikings de découvrir le Vinland (terre du Nouveau Monde) au côté de son frère Leif Erikson.

### Voyage à Vinland
En 1004, Thorvald lève l'ancre avec un équipage de 30 hommes en direction du Vinland. Il y passe l'hiver au camp érigé par Leif. Au printemps, Thorvald attaque neuf indigènes (peut-être des Béothuks) qui dormaient à l'abri sous des canots. L'un d’entre eux s'échappe et revient avec des renforts. Thorvald est tué par une flèche qui réussit à passer à travers la barricade.

### Postérité
Quelques autres hostilités suivent dans les mois suivants. Les explorateurs quittent finalement les lieux après l'hiver. Par la suite, un autre frère de Thorvald, Thorstein, voudra s'y rendre pour récupérer le corps de Thorvald, mais il meurt avant de quitter le Groenland.